# Травертин
Травертѝн (бѝгор, варовит туф) (на италиански: Travertino) е седиментна поликристална скала, получена чрез отлагане на калциев карбонат от минерални или термални извори или течаща вода, богата на калций. Най-често има ивичеста структура, по посока на водата, но може да се среща и във вид на концентрични окръжности. Според мястото на възникване може да се разграничи на травертин от извори, от течащи води и от пещери (сталагмити и сталактити).

## Свойства
Травертинът е естествен камък с твърдост по Моос 2,8 – 3, съдържащ шупли. Обикновено е оцветен в бежово, жълто, бяло, розово, кафяво или охра, в зависимост от примесите и минералите. Може да съдържа варовик, глина и други утайки. Плътността му е в границите от 2,5 до 2,8 g/cm3. Може да се реже, полира и шлифова.

## Приложение
Използва се от дълбока древност в строителството като материал за облицоване на външни и вътрешни стени, подове, фасади, декоративни елементи. Древните римляни са го използвали като основен строителен материал, първо за Колизеума, а по-късно – за театъра на Марцел, за базиликата „Свети Петър“ в Рим и други.

## Произход
Образува се в резултат на преципитация (отлагане) на калциев карбонат от извиращи води. При излизане на повърхността, налягането на подземните води рязко пада и в резултат протича химична реакция, при която се отделя и се утаява неразтворимият във водата калциев карбонат.
Ca2+ + 2HCO−
3  →  CaCO
3 + H
2O + CO
2

## Находища по света
- Йелоустоун, САЩ
- Памуккале, Турция
- Тиволи, Италия
- Бадаб-е Сурт, Иран